# Multiple Stressoren

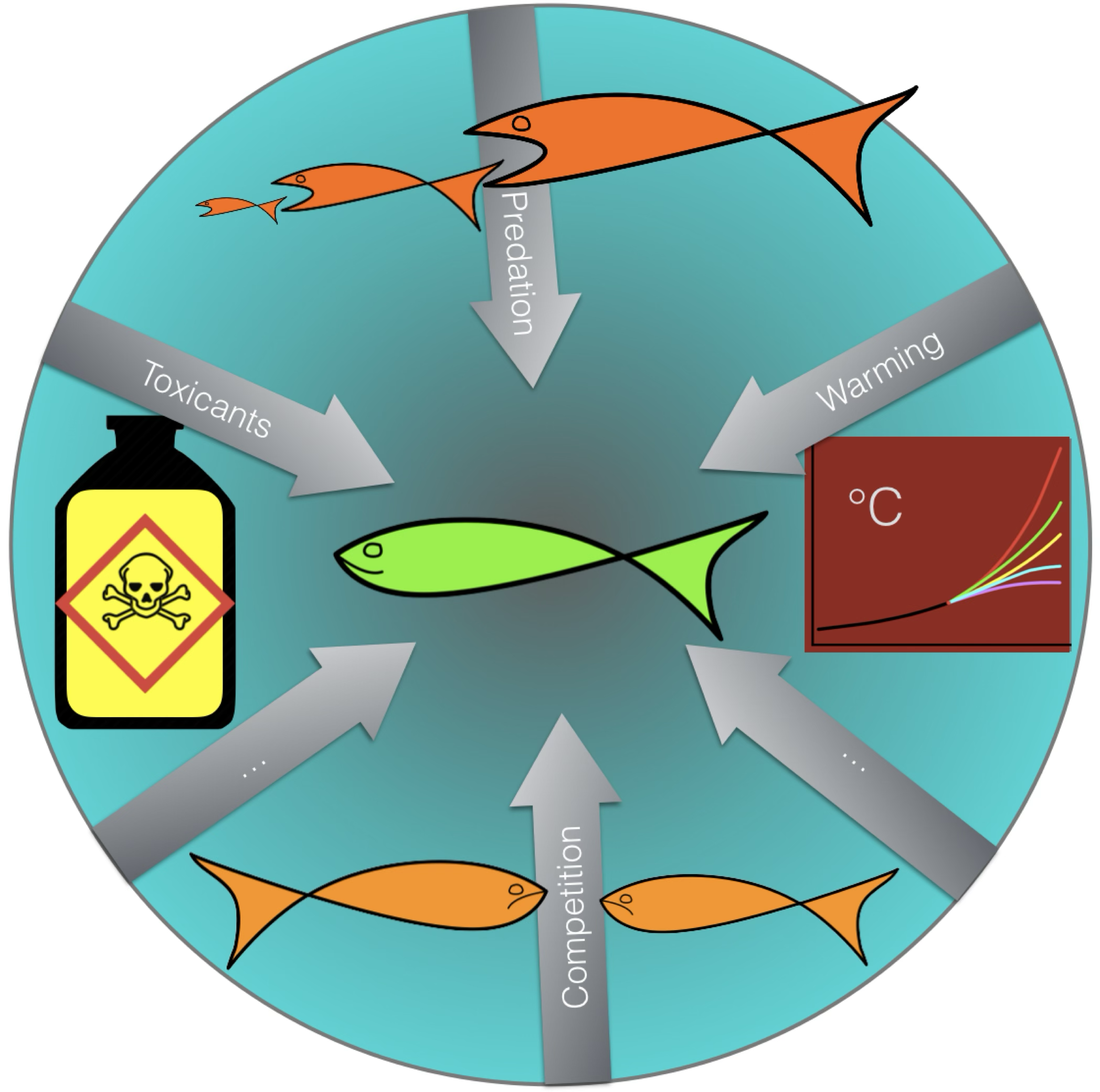
Individuen sind natürlichen und anthropogenen Stressfaktoren ausgesetzt.

Organismen sind einer Vielzahl natürlicher Stressoren wie Nahrungsmangel und Räuberdruck, aber auch anthropogen verursachter Stressoren wie z. B. Pestizide ausgesetzt. Die Wirkung multipler Stressoren kann additiv sein, potenziert sich aber häufig. Daher muss die gemeinsame Wirkung von Stressoren berücksichtigt werden.

## Ursache
Arten sind an spezifische Umweltbedingungen angepasst, jedoch ist diese Anpassung nie vollständig, und je mehr die Ausprägung der Umweltfaktoren vom Optimum für eine spezifische Art entfernt ist, desto stärker wirken die Umweltfaktoren als Stressoren auf eine Art. Der globale Wandel, geprägt durch Phänomene wie Klimaerwärmung, Pestizid-Belastung und veränderte Landnutzung, beschleunigt diese Veränderungen. Dadurch sind immer mehr Arten einer stetig wachsenden Zahl und Intensität anthropogen verursachter Stressoren ausgesetzt.

## Vorhersagemodelle
Eine Vorhersage der Wirkung multipler Stressoren ist relevant für die Risikobewertung und das effektive Management anthropogener Einflüsse. Hierfür stehen verschiedene Vorhersagemodelle zur Verfügung, die abhängig von den spezifischen Eigenschaften der kombinierten Stressoren eingesetzt werden. Die folgenden drei Modelle bieten vielfach validierte Vorhersagemöglichkeiten für ihre jeweiligen Anwendungsbereiche:
- Konzentrations-Additions-Modell (CA)[3] – Die kumulative Wirkung ähnlich wirkender Stressoren oder Schadstoffe wird durch das Konzentrations-Additions-Modell (CA) beschrieben. Dieses Modell basiert auf der Annahme, dass die Stressoren oder Chemikalien austauschbar sind und ihre kombinierte Wirkung anhand einer gemeinsamen Ursache-Wirkungs-Beziehung berechnet werden kann. Ein anschauliches Beispiel ist die Vorhersage der kombinierten Wirkung von Wein und Schnaps: Beide entfalten ihre Wirkung durch Alkohol. Entsprechend des jeweiligen Alkoholgehalts lässt sich die Gesamtwirkung anhand der Stärke ihrer individuellen Beiträge in einer gemeinsamen Ursache-Wirkungs-Beziehung berechnen.
- Stress Addition Model (SAM)[4] – Die kumulative, kombinierte Wirkung nicht-ähnlich wirkender Stressoren wird durch das „Stress Addition Model“ (SAM) beschrieben. Dieses Modell basiert auf der Annahme, dass jedes Individuum über eine begrenzte „allgemeine Stresskapazität“ verfügt, die alle Arten von spezifischem Stress umfasst. Sobald diese Kapazität erschöpft ist, führt dies zum Tod des Individuums. Der insgesamt vorhandene „allgemeine Stress“ ergibt sich aus der Summe der spezifischen Stressniveaus unabhängiger Stressoren. Ein Beispiel hierfür sind nicht-ähnlich wirkende Stressoren wie Nahrungsmangel und Pestizid-Belastung. Ihre gemeinsame Wirkung kann vorhergesagt werden, sofern die Mortalität für jeden einzelnen Stressor bekannt ist.
- Effekt-Addition Modell (EA)[5] – Bei unabhängiger Wirkung der Stressoren wird die probabilistische Effekt-Summierung durch das Modell der „Effekt-Addition“ (EA) beschrieben. Der Ansatz berechnet den additiven Effekt zweier Stressoren, indem die Summe der Einzel-Mortalitäten um das Produkt der Einzel-Effekte reduziert wird. Dies berücksichtigt, dass ein Individuum, das bereits durch Stressor A gestorben ist, nicht mehr durch Stressor B beeinträchtigt werden kann. Ein Beispiel für diesen Ansatz ist das wiederholte Fischen in einem Teich: Bei einem ersten Netzzug wird ein bestimmter Anteil der Fische aus einem Teich entfernt. Beim zweiten Netzzug wird erneut ein Anteil der verbliebenen Fische entnommen. Es wird angenommen, dass die Vitalität der Fische durch den ersten Netzzug unverändert bleibt, sodass die Effekte der beiden Netzzüge unabhängig voneinander wirken.

## Synergistische und antagonistische Effekte
Das Vorhandensein multipler Stressoren kann zu synergistischen und antagonistischen Effekten auf Individuen führen. Diese lassen sich jedoch nur im Vergleich zu einem geeigneten Nullmodell quantifizieren. Eine sinnvolle Wahl ist das Modell der „Effekt-Addition“, das von einer unabhängigen Wirkung der Stressoren ausgeht und als parsimonisches Nullmodell dient, da es keine Annahmen über nichtlineare Wechselwirkungen der Stressoren erfordert.
Wird „Effekt-Addition“ als Nullmodell verwendet, zeigt sich z. B., dass die kombinierte Wirkung von Umweltstressoren und Schadstoffen stark synergistisch ist. Dies führt zu einer erheblich erhöhten Sensitivität von Individuen gegenüber Schadstoffen, die je nach Intensität der gleichzeitig vorhandenen Umweltstressoren um den Faktor 10 bis 100 ansteigen kann.